# Zgornja Bela, Beljak
Zgornja Bela (nemško Obere Fellach) je naselje Statutarnega mesta Beljak na Koroškem v Avstriji.